# François Mackandal
François Mackandal (ur. ok. 1728 w zachodniej Afryce, zm. 20 stycznia 1758 w Cap-Français) – haitański niewolnik, przywódca powstania niewolniczego na Saint-Domingue w latach 1751–1757, które przyjęło formę prowadzonej na szeroką skalę  działalności sabotażowej przeciwko francuskim plantatorom.

## Życiorys

### Wczesne lata
Niewiele wiadomo o jego dzieciństwie. Według niektórych przekazów pochodzić miał z muzułmańskiego "Królestwa Lorango", położonego gdzieś na zachodnim wybrzeżu Afryki. Obecnie większość badaczy przyjmuje, że pochodził z terenów obecnego Senegalu lub Gwinei.
W wieku około dwunastu lat został porwany i sprzedany w niewolę europejskim handlarzom, po czym przywieziony do Saint-Domingue i zmuszony do pracy na plantacji trzciny cukrowej. Niedługo po przybyciu w niejasnych okolicznościach stracił lewą rękę. Dawna historiografia domniemywała, że została ona obcięta w ramach kary za nieposłuszeństwo, lecz obecni badacze uważają, że jej utrata była raczej wynikiem nieszczęśliwego wypadku podczas pracy.

### Ucieczka i powstanie
W 1751 roku Mackandal uciekł z plantacji, po czym ukrył się pośród innych uciekinierów, żyjących w górach w głębi wyspy. Z czasem udało mu się przejąć przywództwo w grupie i z powodzeniem zaczął organizować nocne napady na plantacje, w których trakcie zdobywano niezbędne zapasy oraz uwalniano miejscowych niewolników. W krótkim czasie grupa, którą dowodził, znacznie się rozrosła i zaczęła stanowić znaczącą siłę militarną, której członkowie oczekiwali sygnału do decydującego wystąpienia zbrojnego.
Mackandal, mając świadomość, że otwarta walka z uzbrojonymi kolonizatorami i wojskiem nie ma najmniejszych szans na powodzenie, studził zapał swoich towarzyszy, którzy powszechnie nazywali go "Czarnym Mesjaszem", podkreślając tym wybawicielski charakter jego działań. Zamiast na otwarty konflikt, zdecydował się na sabotaże i trucicielstwo. Wykorzystując rozległą sieć agentów i informatorów w miastach oraz na plantacjach, buntownicy przy użyciu trucizn wytwarzanych z wyspiarskich ziół zaczęli masowo zatruwać wszystko, z czym Francuzi mogli mieć kontakt. Ofiarami ataków padały przede wszystkim studnie, lekarstwa, jedzenie oraz beczki z alkoholem. Ówcześni lekarze nie byli w stanie znaleźć przyczyny nagłych zgonów wśród mieszkańców wyspy, długo podejrzewając zarazę. Wpływ na te podejrzenia miał fakt, że umierali przedstawiciele wszystkich stanów, również niewolnicy. W 1755 roku przypadków otruć na wyspie było tak wiele, że poważnie zagroziło to istnieniu francuskiej kolonii. Masowe zgony niewolników były niemal równie dotkliwe, jak plantatorów, gdyż zaczęło brakować siły roboczej. W ciągu trzech następnych lat odnotowano ponad sześć tysięcy zgonów.

### Śmierć
Gdy w końcu odkryto, że przyczyną nie jest zaraza, lecz otrucia, władze wyspy za wszelką cenę starały się ustalić, kto za nimi stoi. Rozpoczęła się wielka obława, podczas której czarnoskórzy mieszkańcy wyspy byli poddawani okrutnym represjom. Ostatecznie, według legendy, lidera niewolników wydać miała kilkuletnia dziewczynka o imieniu Assam. Na początku 1758 roku Mackandal został wytropiony przez francuskie oddziały, po czym otoczony i schwytany, a następnie przewieziony do więzienia w Cap Français (obecnie:Cap-Häitien). Po krótkim procesie został skazany na karę śmierci poprzez spalenie na stosie. 20 stycznia 1758 roku wykonano wyrok w otoczeniu tłumu świadków, w tym wielu niewolników, których sprowadzono na miejsce kaźni z całej kolonii. Udział w egzekucji miał stać się przestrogą dla innych potencjalnych buntowników.

## Upamiętnienie i legendy
Jako przywódca pierwszego z serii dużych powstań, które w konsekwencji przyniosły niepodległość Haiti, François Mackandal jest uznawany w tym kraju za bohatera narodowego.
Przez lata postać Mackandala obrosła wielką ilością mitów i legend, które wytworzyły swego rodzaju kult i stały się stałym elementem folkloru wyspy. Według jednej z nich w momencie podpalenia stosu przywódcy powstania ten miał wykrzyczeć, że wkrótce zmartwychwstanie i powróci do życia jako komar. Obiecał, że wraz z innymi komarami, czyli reinkarnacjami poległych niewolników, narobi jeszcze więcej szkód, niż za życia. Legenda ta wiąże się z epidemią żółtej febry, która zdziesiątkowała francuskie wojska na wyspie w 1794 roku, a którą wywołać miała niespotykanie wielka plaga komarów przenoszących tę chorobę.

## Obecność w kulturze
- François Mackandal jest jednym z bohaterów powieści Alejo Carpentiera o tytule "Królestwo z tego świata".
- Szczegółowo opisana śmierć Mackandala pojawia się w powieści "Babouk", autorstwa Guya Endore.
- Agasu, jeden z bohaterów powieści Neila Gaimana o tytule "Amerykańscy bogowie" inspirowany był postacią Mackandala.
- Głównym bohaterem powieści C.G.S. Millwortha o tytule "Makandal's Legacy" jest fikcyjny syn Mackandala, który w wyniku praktyk voodoo osiągnął dar nieśmiertelności.
- Pojawia się jako postać poboczna w grze "Assassin's Creed: Liberation".